# Dendrobium spathilingue
Dendrobium spathilingue är en orkidéart som beskrevs av Johannes Jacobus Smith. Dendrobium spathilingue ingår i släktet Dendrobium, och familjen orkidéer. Inga underarter finns listade i Catalogue of Life.